# وصف معركة
وصف معركة (بالألمانية: "Beschreibung eines Kampfes") قصة قصيرة من تأليف فرانز كافكا، وهي تعد واحدة من أقدم قصص كافكا التي لم تدمر ودائماً ما تكون الأقدم في المجموعات التي تضم أعماله. بدأ كافكا كتابة القصة في 1904 عندما كان يبلغ من العمر 20 عاماً وفرغ منها في 1909. وهذه القصة هي الأولى التي يريها كافكا لصديقه ماكس برود والذي أعجب بها وشجعه على تقديمها لمجلة «هايبريون» (Hyperion) والتي نشرت جزءاً منها في عددها الصادر في 1908، فصلان إضافيان نُشرا لاحقاً في نفس المجلة في عددها النهائي في ربيع 1909.
القصة القصيرة هي واحدة من أطول أعمال كافكا الثانوية، وتنقسم إلى ثلاثة فصول والثاني هو الفصل الأطول حيث أنه بمفرده ينفصل إلى عدة أقسام. والقصة لا تعتبر من أفضل أعمال كافكا، ودائماً ما تنتقد بسبب طبيعتها المجزئة.
النسخة الأصلية من القصة القصيرة يصل طولها إلى 110 صفحة، وفي عام 1909 حاول كافكا أن يعيد كتابتها فأصبحت لا تتعدى 58 صفحة، وإعادة الكتابة هذه هي النسخة الموجودة حالياً، وليس من المعروف إذا كان باقي القصة قد فقد أو أن كافكا لم ينتهِ يوماًً من إعادة كتابته. وفي 1910 أرسل كافكا المخطوطة إلى برود والذي قام بعد وفاة كافكا في 1935 بتجميعها، وما قام به برود في ذلك العام هو النسخة الحديثة من القصة القصيرة.

## وصلات خارجية
| - وصف معركة، على ابيبوكس. - وصف معركة، على موقع أمازون. | - وصف معركة، على الفهرس العالمي. - وصف معركة، على مكتبة جامعة هارفارد. |

- الجزء الأول من القصة (Gespräch mit dem Beter)، على ويكي مصدر الألمانية.
- الجزء الثاني من القصة (Gespräch mit dem Betrunkenen)، على ويكي مصدر الألمانية.